# Janina Karolčiková
Janina Karolčiková (bělorusky Яніна Дзіславаўна Правалінская-Карольчык) (* 26. prosincea 1976 Grodno) je bývalá běloruská atletka, olympijská vítězka a mistryně světa ve vrhu koulí.
První mezinárodní úspěch pro ni znamenala stříbrná medaile ve vrhu koulí na mistrovství Evropy juniorek v roce 1995. V roce 1998, už mezi dospělými, vybojovala bronzovou medaili na evropském šampionátu v Budapešti. Na olympiádě v Sydney v roce 2000 zvítězila ve finále koulařek, o rok později získala v Edmontonu titul mistryně světa v osobním rekordu 20,61 metru. V roce 2003 byla za doping diskvalifikována na dvouleté období. Po vypršení trestu už na vrcholných mezinárodních soutěžích medaili nezískala.